# Saint-Claude (Guadeloupe)
Pour les articles homonymes, voir Saint-Claude.
Saint-Claude (en créole guadeloupéen : Senklòd) est une commune française située sur l'île de Basse-Terre dans le département de la Guadeloupe dans les Petites Antilles.
Localisée sur les hauteurs de Basse-Terre, au pied de la Soufrière, la ville est connue notamment pour ses sources thermales et ses sources d'eau ainsi que pour le Camp Jacob, un ancien hôpital militaire devenu l'un des campus de l'université des Antilles. C'est l'une des villes-centres d'une agglomération de près de 50 000 habitants, l'unité urbaine de Basse-Terre.

## Géographie

### Localisation

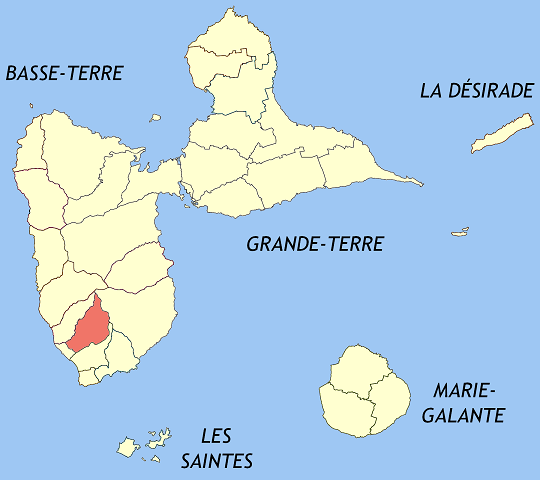
En rouge le territoire communal de Saint-Claude.

S'étendant sur 34,3 km2 de superficie totale, la commune de Saint-Claude est située sur les pentes du volcan de la Soufrière – point culminant de l'île à 1 467 mètres – sur l'île de Basse-Terre. Son territoire comprend la ligne de crêtes reliant la Grande Découverte (1 263 m), le morne du Col (1 261 m), le morne Carmichaël (1 414 m) à la Soufrière et séparant son territoire à celui de Capesterre-Belle-Eau à l'est.
Saint-Claude est souvent considérée comme une banlieue de Basse-Terre, attenante également à Baillif (sur la rive gauche de la rivière des Pères) et Gourbeyre et avec lesquelles elle formait la communauté de communes du sud Basse-Terre de 2001 à 2012 avant la création de la communauté d'agglomération Grand Sud Caraïbe. Elle est la seule commune de Guadeloupe à ne pas avoir de façade maritime.

### Communes limitrophes
Les communes limitrophes sont Capesterre-Belle-Eau, Baillif, Basse-Terre et Gourbeyre.

### Climat
Le climat y est de type tropical.

## Urbanisme

### Typologie
Saint-Claude est une commune urbaine, car elle fait partie des communes denses ou de densité intermédiaire, au sens de la grille communale de densité de l'Insee,,,. Elle appartient à l'unité urbaine de Basse-Terre, une agglomération intra-départementale regroupant 7 communes et 48 467 habitants en 2022, dont elle une ville-centre,.
Par ailleurs la commune fait partie de l'aire d'attraction de Basse-Terre, dont elle est une commune de la couronne. Cette aire, qui regroupe 7 communes, est catégorisée dans les aires de 50 000 à moins de 200 000 habitants,.

### Lieux-dits, hameaux et écarts
La commune est composée de plusieurs lieux-dits : Azincourt (également Basse-Terre), Bains-Jaunes, Belfond, Caféière, Choisy, Desmarais (également Basse-Terre), Cité Ducharmoy, Dain, la Diotte, Dugommier, Fond-Bernard, Fond-Vailant, Gallard, Matouba, Monteran, Morin, Morne-à-Vaches (également Basse-Terre), Morne Houël, Parnasse, Papaye, Plateau Saint-Phy, Vallée de Constantin.

### Habitat
| Logements                                        | Nombre en 2008 | % en 2008 | nombre en 2013 | % en 2013 | nombre en 2019 | % en 2019 |
| ------------------------------------------------ | -------------- | --------- | -------------- | --------- | -------------- | --------- |
| Total                                            | 4 905          | 100 %     | 5 656          | 100 %     | 5 847          | 100 %     |
| Résidences principales                           | 4 183          | 85,3 %    | 4 663          | 82,5 %    | 4 924          | 84,2 %    |
| → Dont HLM                                       | 446            | 10,7 %    | 425            | 9,1 %     | 449            | 9,1 %     |
| Résidences secondaires et logements occasionnels | 137            | 2,8 %     | 198            | 3,5 %     | 256            | 4,4 %     |
| Logements vacants                                | 585            | 11,9 %    | 795            | 14,0 %    | 668            | 11,4 %    |
| Dont :                                           |                |           |                |           |                |           |
| → maisons                                        | 3 596          | 73,3 %    | 4 079          | 72,1 %    | 4 193          | 71,7 %    |
| → appartements                                   | 1 058          | 21,6 %    | 1 536          | 27,2 %    | 1 556          | 26,6 %    |

## Histoire
Pour un article plus général, voir Histoire de la Guadeloupe.
La région de Matouba est le point de départ du peuplement de Saint-Claude[réf. nécessaire]. C’est là qu’a lieu, en 1802, sur l’habitation d'Anglemont, le sacrifice de Louis Delgrès au moment du rétablissement de l’esclavage.
Durant l'épidémie de choléra qui ravage la Guadeloupe entre 1865 et 1866 (12 328 morts au total sur l'île), 647 personnes décèdent à Saint-Claude,.
Lors de la dernière éruption de la Soufrière en 1976, l’évacuation de la partie sud de la Basse-Terre dont Saint-Claude est ordonnée, soit 73 600 personnes sur trois mois et demi. Une polémique très médiatisée éclata entre les scientifiques Claude Allègre et Haroun Tazieff sur la nécessité de l’évacuation. Claude Allègre préconise l’évacuation de la population, affirmant catégoriquement qu'avec l'hypothèse de l'intrusion magmatique, l’éruption serait grave, alors qu'Haroun Tazieff soutient que l’éruption est sans danger, toutes les analyses d’échantillons prélevés sur le volcan établissant qu’il n’y avait pas de montée de magma frais et qu'il s'agissait uniquement d'un phénomène phréatique. Le préfet ordonne tout de même l’évacuation, mais l’éruption ne fait que des dommages matériels[réf. nécessaire].

## Politique et administration

### Rattachements administratifs et électoraux
La commune appartient à l'arrondissement et au canton de Basse-Terre depuis le redécoupage cantonal de 2014. Avant cette date, elle était le chef-lieu du canton de Saint-Claude.
Pour l'élection des députés, Saint-Claude fait partie depuis 1988 de la quatrième circonscription de la Guadeloupe.

### Intercommunalité
Saint-Claude est membre de la communauté d'agglomération Grand Sud Caraïbe (CAGSC), un établissement public de coopération intercommunale (EPCI) à fiscalité propre créé initialement  en 2001 sous le nom de  communauté d'agglomération du Sud Basse-Terre et transformée en 2014 en communauté d'agglomération, et auquel la commune a transféré un certain nombre de ses compétences, dans les conditions déterminées par le code général des collectivités territoriales.

### Tendances politiques et résultats
Lors du premier tour des élections municipales de 2014 en Guadeloupe, la liste FGPS menée par le maire sortant Élie Califer obtient la majorité absolue des suffrages exprimés avec 3 191 voix (77,30 %, 30 conseillers municipaux élus dont 5 communautaires), devançant très largement celle DVD menée par  Gérald Coralie, qui a recueilli 937 voix (22,69 %, 3 conseillers municipaux élus)
Lors de ce scrutin, 44,49 % des électeurs se sont abstenus
Lors du premier tour des élections municipales de 2014 en Guadeloupe, la liste FGPS menée par le maire sortant Élie Califer obtient la majorité absolue des suffrages exprimés avec 2 635 voix (77,79 %, 30 conseillers municipaux dont 6 communautaires), devançant très largement celle DVG menée par Thierry Panol, qui a recueilli 752 voix (22,20, 3 conseillers municipaux élus).
Lors de ce scrutin marqué par la Pandémie de Covid-19, 54,49 % des électeurs se sont abstenus

### Liste des maires

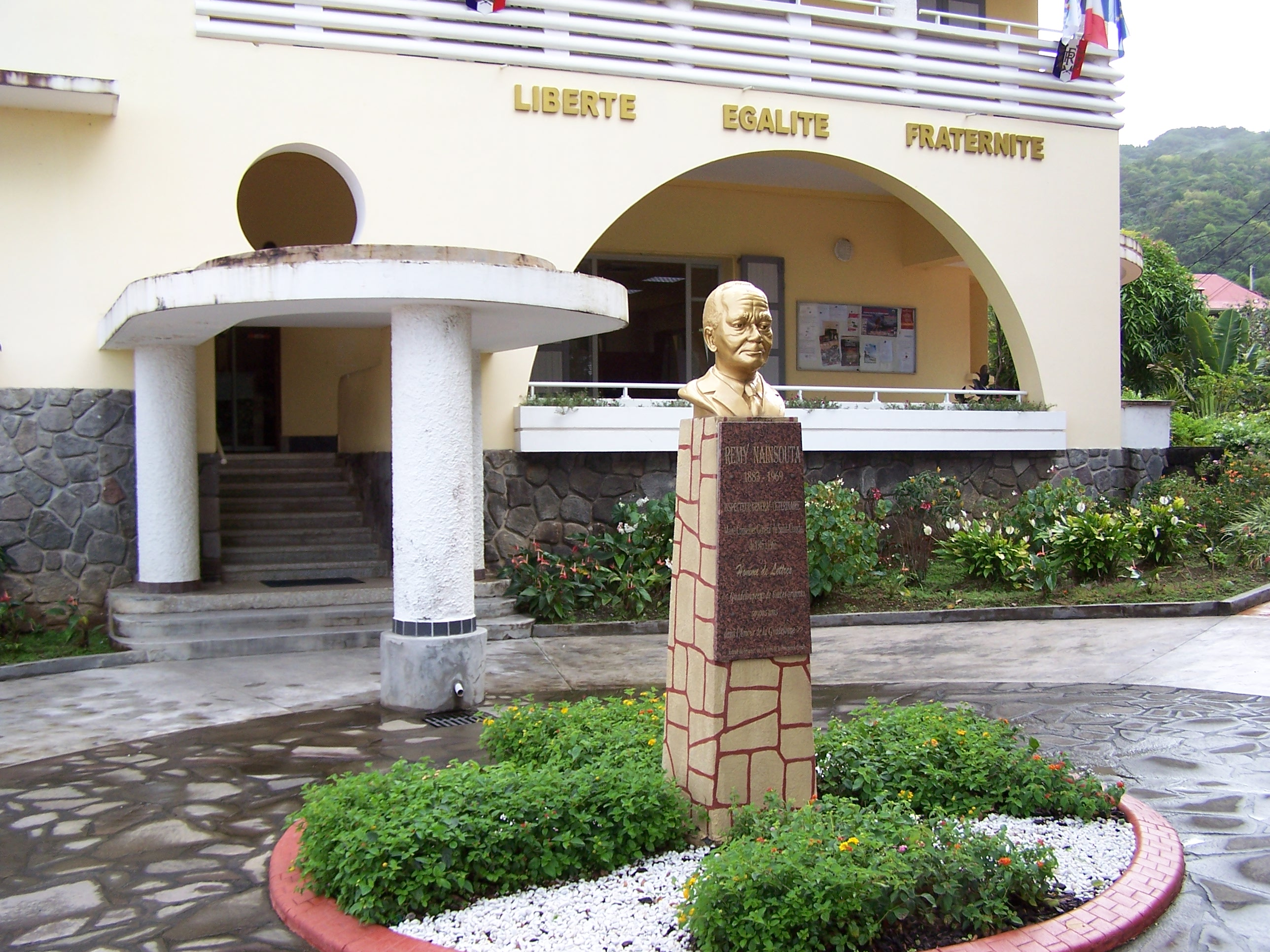
Statue de Rémy Nainsouta devant la mairie.

| Période                                  | Période                    | Identité         | Étiquette             | Qualité |
| ---------------------------------------- | -------------------------- | ---------------- | --------------------- | --- |
| Les données manquantes sont à compléter. |                            |                  |                       | |
| 1840                                     | 1843                       | Charles Dain     |                       | |
| 1945                                     | 1965                       | Rémy Nainsouta   | PCG                   | Vétérinaire |
| 1965                                     | 1985                       | Robert Tamas     | UNR puis UDR puis RPR | Directeur d'école puis de collège Conseiller général de Saint-Claude (1985 → 1986) Suppléant de la députée Albertine Baclet (1967-1968) |
| 1986                                     | juillet 2003               | Simon Barlagne   | UDF puis UMP-OG       | Enseignant Conseiller général de Saint-Claude (1986 → 2004) Mandat écourté par la démission d'une partie du conseil municipal |
| juillet 2003,                            | septembre 2022             | Élie Califer     | FGPS                  | Professeur des écoles spécialisé Conseiller général de Saint-Claude (2004 → 2015) Conseiller départemental de Basse-Terre (2015 → ) Vice-président du conseil départemental de la Guadeloupe (2015 → 2021) Député de la Guadeloupe (4e circ.) (2022 → ) Démissionnaire à la suite de son élection comme député |
| septembre 2022,                          | En cours (au 6 avril 2023) | Lucie Weck-Mirre | FGPS                  | Infirmière retraitée |

### L'hôtel de ville

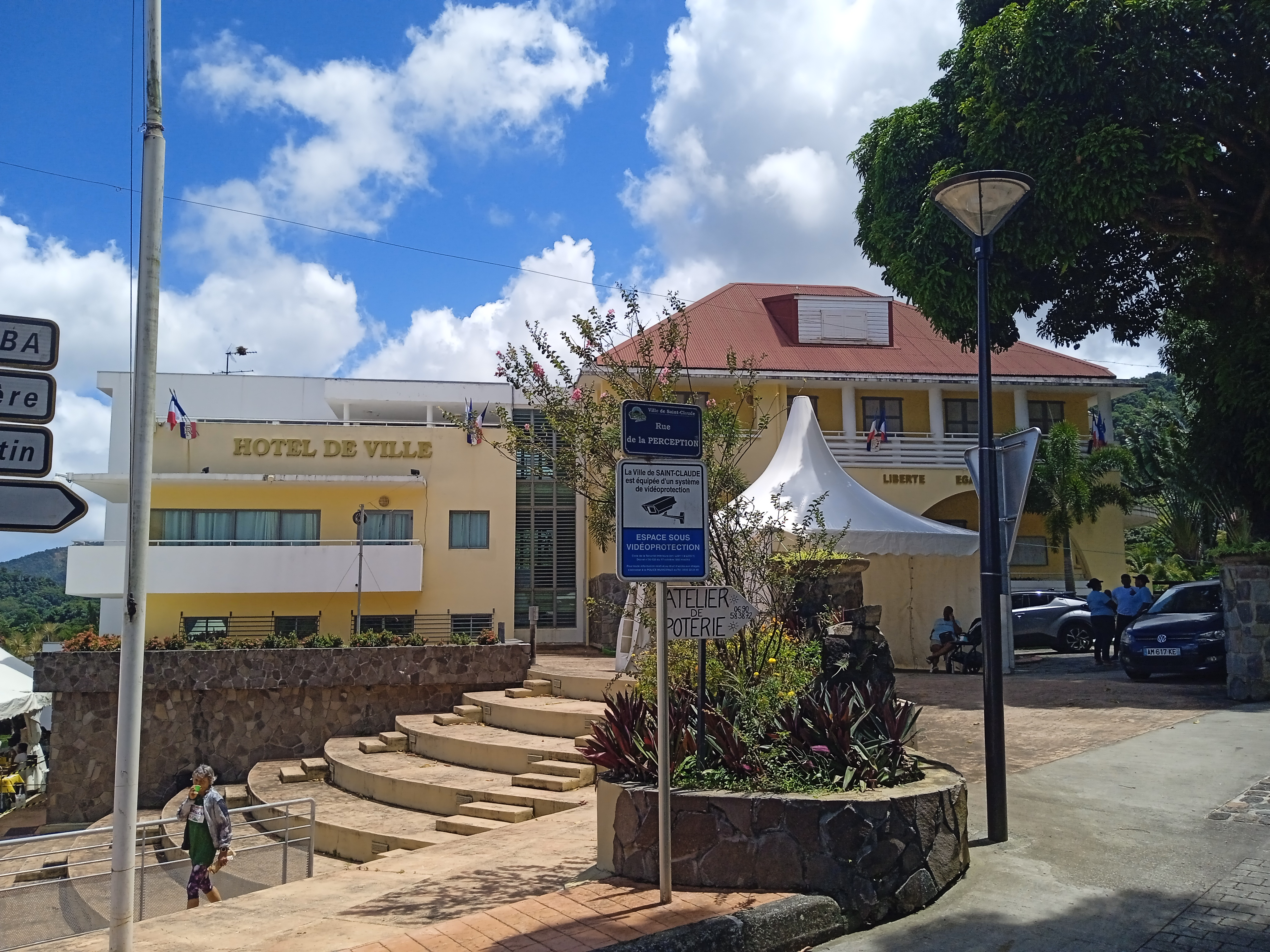
La Maison Dévarin et son élargissement formant l'Hôtel de ville de Saint-Claude.

Situé rue de la Perception, l'hôtel de ville occupe l'ancienne Maison Déravin conçue à la fin des années 1930 par Edmond Mercier pour la famille de ce nom. La demeure est en béton et occupe une parcelle triangulaire délimitée à l'ouest par un mur en moellons. La maison est composé d'un étage de soubassement donnant de pain-pied au nord qui surmonte un garage et des pièces de service. Le rez-de-chaussée surélevé sert d'entrée à une vaste salle de réception, à la cuisine, à un bureau et à une salle de bain. A l'étage se trouve les chambres. La façade principale exhibe une marquise en béton surmontée d'un oculus qui abrite l'entrée de la grande galerie ouverte. 
Le salon est une rotonde reprenant le balcon de l'étage. Le principal escalier mène à la salle de séjour. Un escalier de service est placé sur la façade ouest, presque en hors-œuvre. Il est en granito. Quatre hautes baies étroites l'éclairent. La Maison Déravin reste à l'abandon pendant plusieurs années avant d'être, dans les années 1960, restaurée et élargie pour devenir le nouvel hôtel de ville, en remplacement de l'ancien datant de la fin du XIXe siècle. 

### Jumelage
- Plombières-les-Bains (France) depuis 1988.
- Saint-Claude (Jura) (France) depuis 2024[27].

## Équipements et services publics

### Enseignement

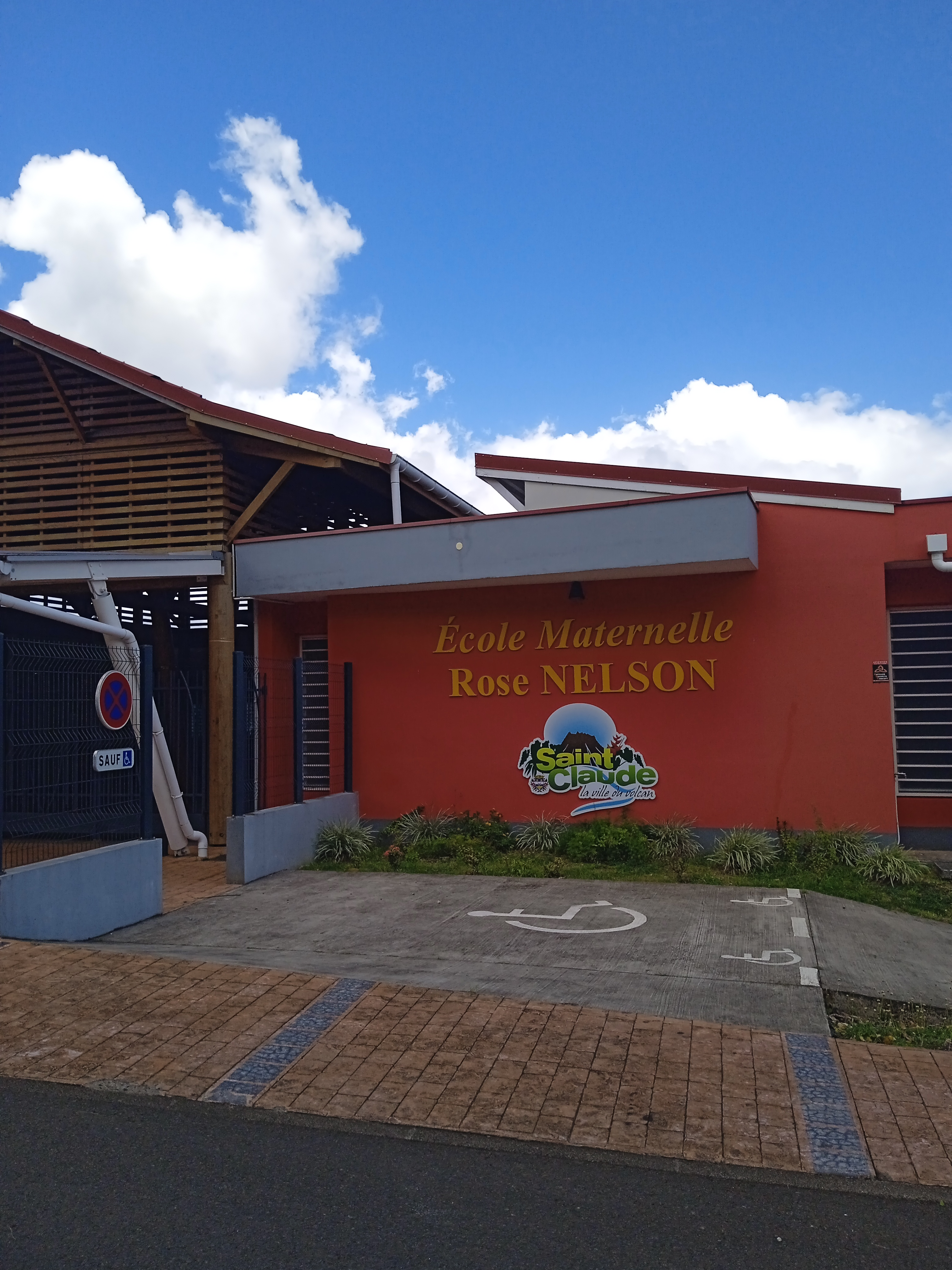
École maternelle Rose-Nelson.

Comme toutes les communes de l'archipel de la Guadeloupe, Saint-Claude est rattaché à l'Académie de la Guadeloupe. La ville possède sur son territoire une école maternelle (Rose-Nelson) et cinq écoles primaires (Felix-Laban, Louis-Chalcol, Mixte 2, Externat Saint-Joseph-de-Cluny (privée) et Les Ateliers de Matouba (privée)).
En ce qui concerne l'enseignement secondaire et supérieur, la ville accueille sur son territoire :
- le collège Rémy-Nainsouta ;
- le lycée professionnel Ducharmoy ;
- le campus de l'université des Antilles au « camp Jacob ».
- la « cité de la connaissance » comprenant un campus sanitaire et social, l'antenne régionale basse-terrienne de l'École de la deuxième chance, le siège basse-terrien de la Chambre de métiers et de l'artisanat et son « Université des métiers » qui comporte un centre de formation d'apprentis (CFA), un pôle régional des arts et des spectacles, ainsi qu'une résidence étudiante.

### Culture

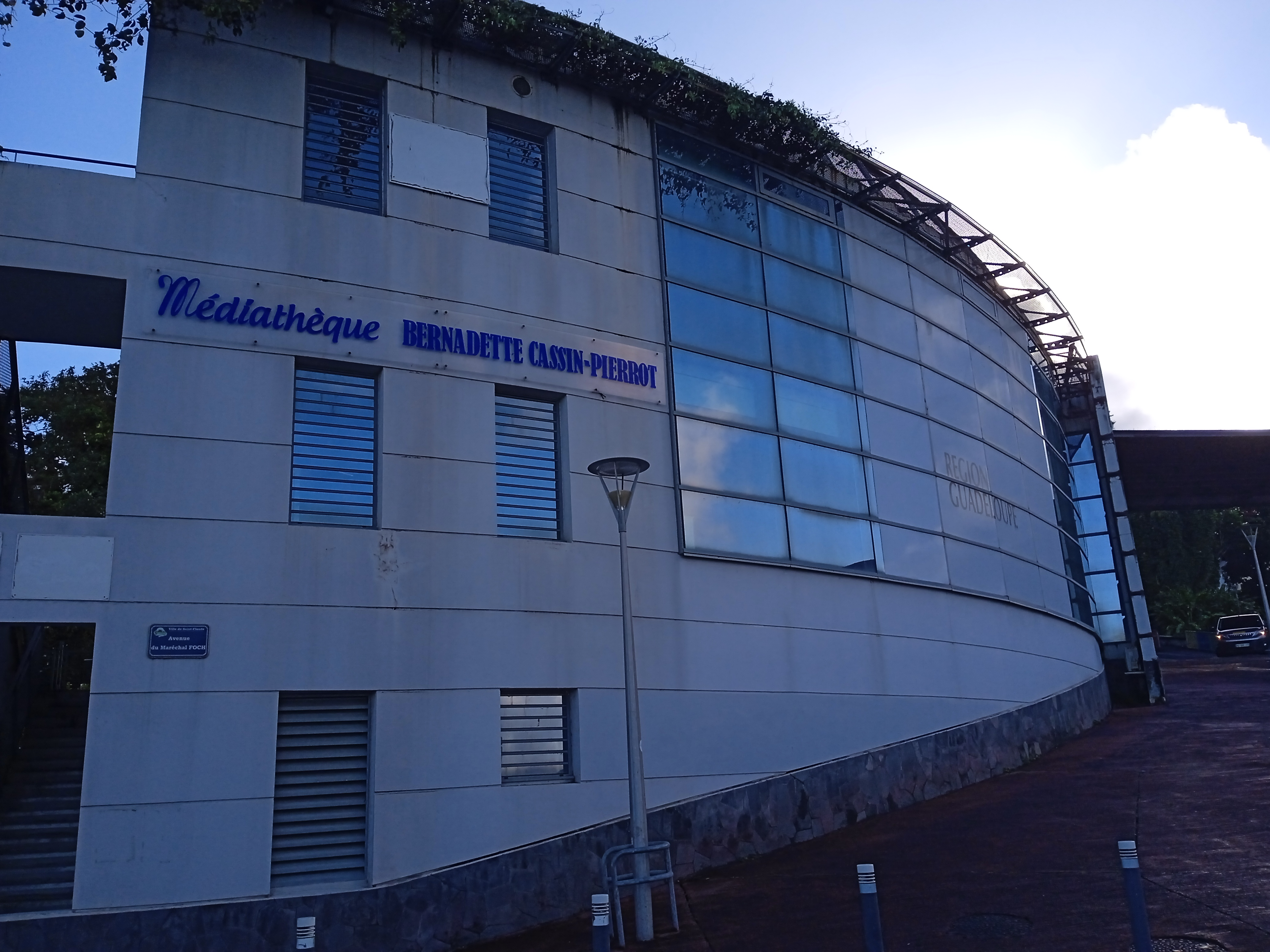
Médiathèque Bernadette Cassin-Pierrot à Saint-Claude (Guadeloupe)

- Médiathèque Bernadette Cassin-Pierrot.

### Santé
Les services de santé sont représentés à Saint-Claude par le centre hospitalier de Montéran, spécialisé dans l'activité de psychiatrie adulte et pédopsychiatrie avec une capacité de 132 lits. Par ailleurs, la commune accueille la clinique privée Les Nouvelles Eaux Vives.

### Équipements sportifs
Saint-Claude possède comme équipements sportifs municipaux un stade (qui accueille le club de football l'Olympique saint-claudien), une salle multi-sports, et depuis 2021 le complexe sportif Luc-Sonor situé à Fond-Vaillant. Par ailleurs, le centre équestre La Manade, à Saint-Phy, permet la pratique du cheval, notamment par l'organisation de randonnées sur les pentes de la Soufrière et du parc national de la Guadeloupe.

## Population et société

### Démographie
L'évolution du nombre d'habitants est connue à travers les recensements de la population effectués dans la commune depuis 1961, premier recensement postérieur à la départementalisation de 1946. À partir de 2006, les populations de référence des communes sont publiées annuellement par l'Insee. Le recensement repose désormais sur une collecte d'information annuelle, concernant successivement tous les territoires communaux au cours d'une période de cinq ans. Pour les communes de plus de 10 000 habitants les recensements ont lieu chaque année à la suite d'une enquête par sondage auprès d'un échantillon d'adresses représentant 8 % de leurs logements, contrairement aux autres communes qui ont un recensement réel tous les cinq ans,.

En 2022, la commune comptait 10 432 habitants, en évolution de +1,39 % par rapport à 2016 (Guadeloupe : −2,67 %, France hors Mayotte : +2,11 %).
| 1961  | 1967   | 1974  | 1982  | 1990   | 1999   | 2006   | 2011   | 2016   |
| ----- | ------ | ----- | ----- | ------ | ------ | ------ | ------ | ------ |
| 8 998 | 10 295 | 9 745 | 8 943 | 10 316 | 10 237 | 10 502 | 10 505 | 10 289 |

| 2021   | 2022   | - | - | - | - | - | - | - |
| ------ | ------ | - | - | - | - | - | - | - |
| 10 700 | 10 432 | - | - | - | - | - | - | - |

## Économie

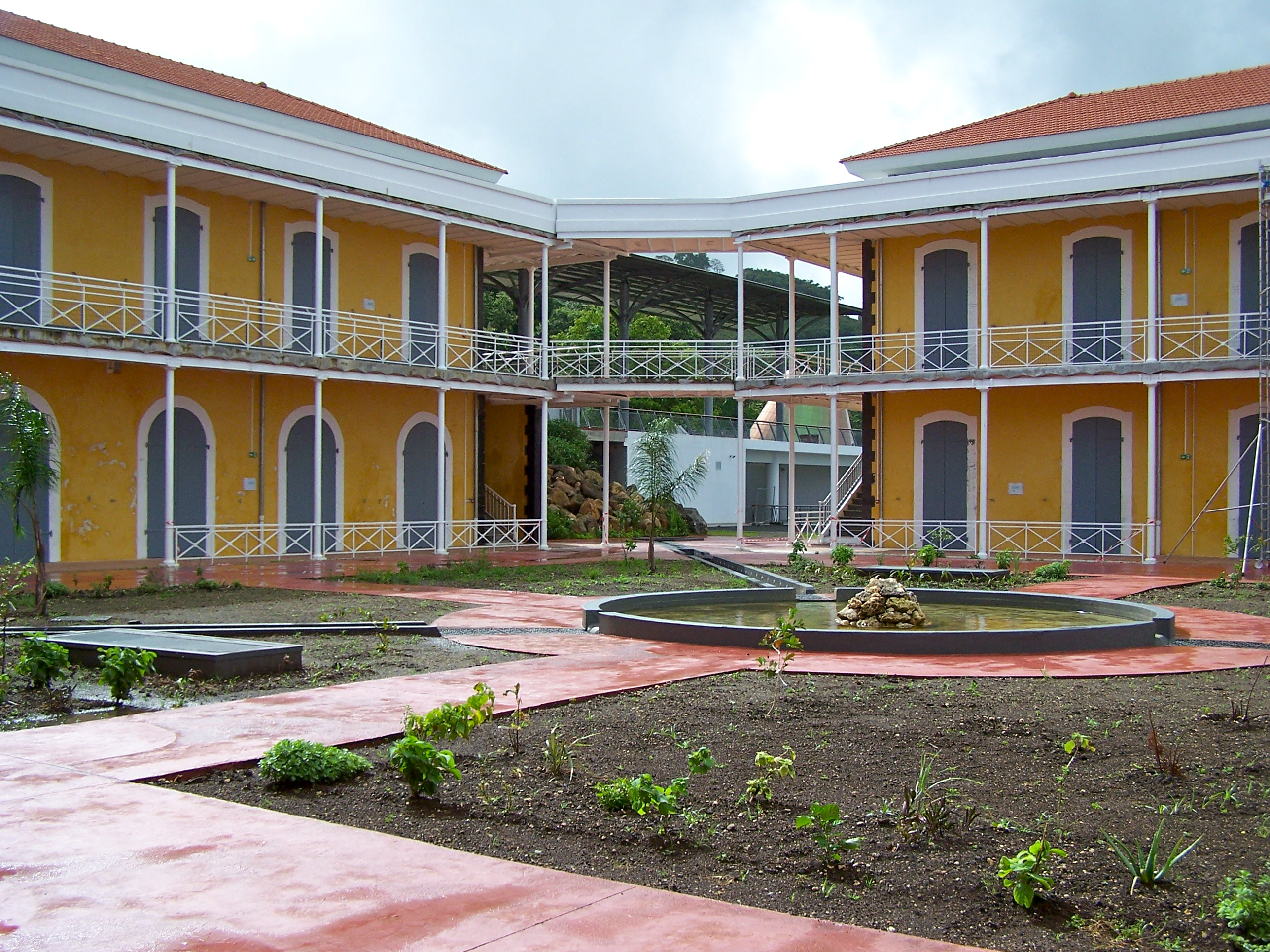
Le bâtiments du Camp Jacob de l'université des Antilles et de la Guyane.

L'économie de la commune est liée à l'activité universitaire de Saint-Claude qui accueille sur le campus du Camp Jacob (ancien hôpital militaire du Camp Jacob) de l'université des Antilles et de la Guyane. Saint-Claude accueille également le pôle régional des arts du spectacle, le campus sanitaire et social, l'école régionale de la deuxième chance et l'université régionale des métiers de l'artisanat (URMA), ainsi que l'institut consulaire régional de formation aux métiers de la restauration, de l’hôtellerie et du tourisme (IRHT) géré par la Chambre de commerce et d'industrie de Basse-Terre.
L'économie de la ville est également marquée par la présence de nombreuses sources (thermales et de consommation d'eau) exploitées par l'entreprise Matouba depuis 1949 à Matouba.

## Culture locale et patrimoine

### Lieux et monuments
Plusieurs édifices saint-claudiens sont classés ou inscrits au Monuments historiques : l'habitation La Joséphine classée en 1990 ; l'habitation Ducharmoy inscrite en 2008 ; l'Habitation Petit-Parc inscrite en 2009 ; l'habitation Mont-Carmel, qui constitue l'édifice le plus ancien de la Guadeloupe (la maison de maître datant de 1726), inscrite en 1987 ; les bâtiments du Camp Jacob inscrits en 2005 ; et la résidence préfectorale de Saint-Claude inscrite en 1979.
- La maison D'Arracq.

On peut également signaler : 
- l'église Saint-Augustin de Saint-Claude dans le bourg principal et la chapelle du Vœu-de-Matouba à Matouba;
- la commune de Saint-Claude est de longue date célèbre pour ses sources thermales, notamment les réputés Bains jaunes de la Soufrière ;
- le saut de Matouba sur la rivière des Pères vers Matouba.

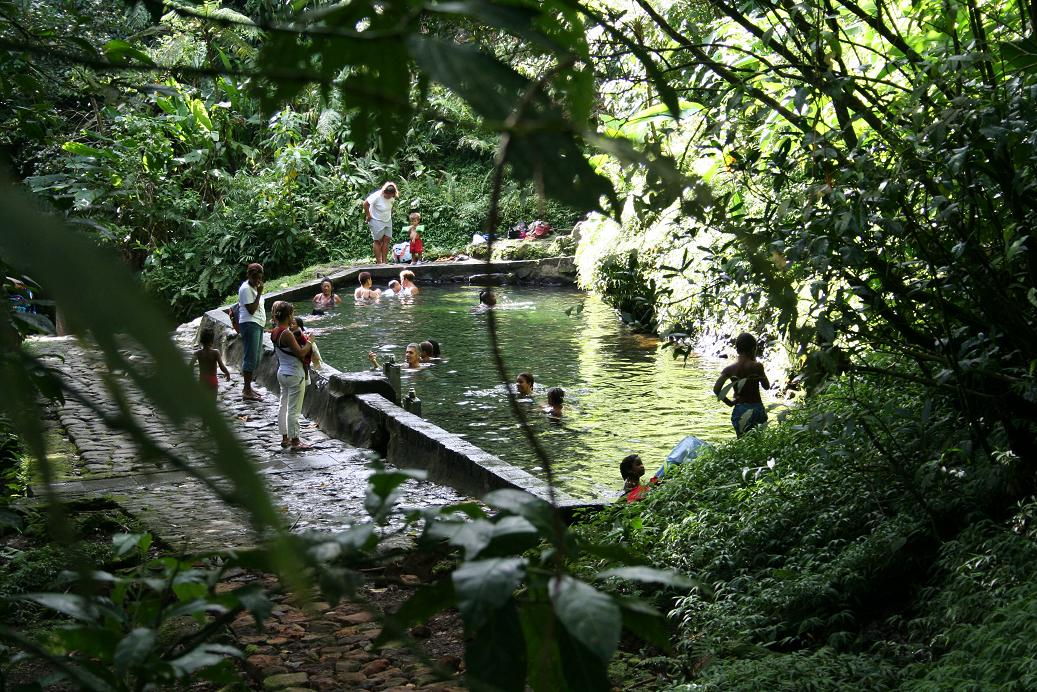
Vue des Bains jaunes à Saint-Claude.
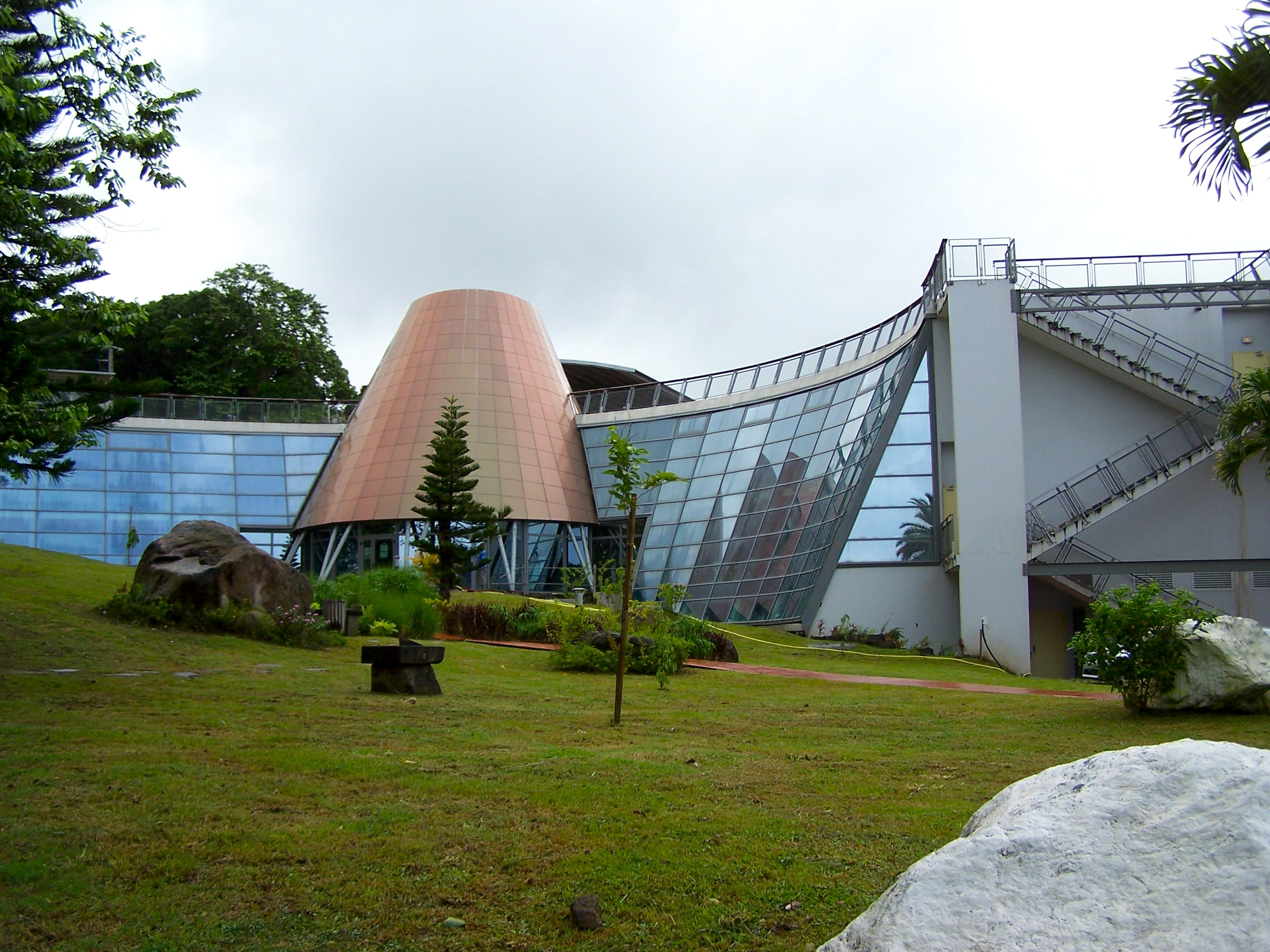
La médiathèque communale hébergeant également la bibliothèque universitaire de l'UA.
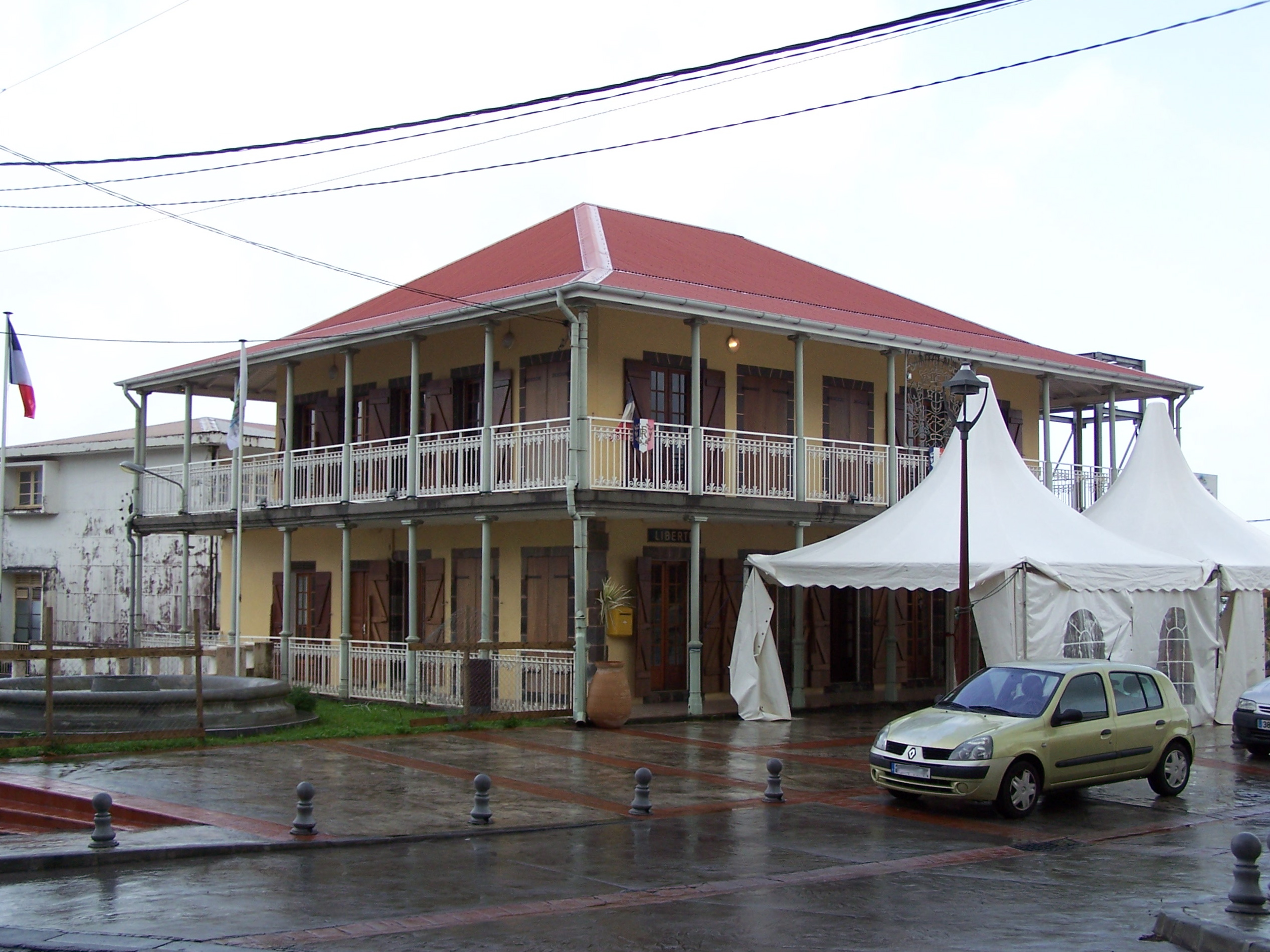
L'ancienne mairie, devenue « carrefour des Solidarités ».
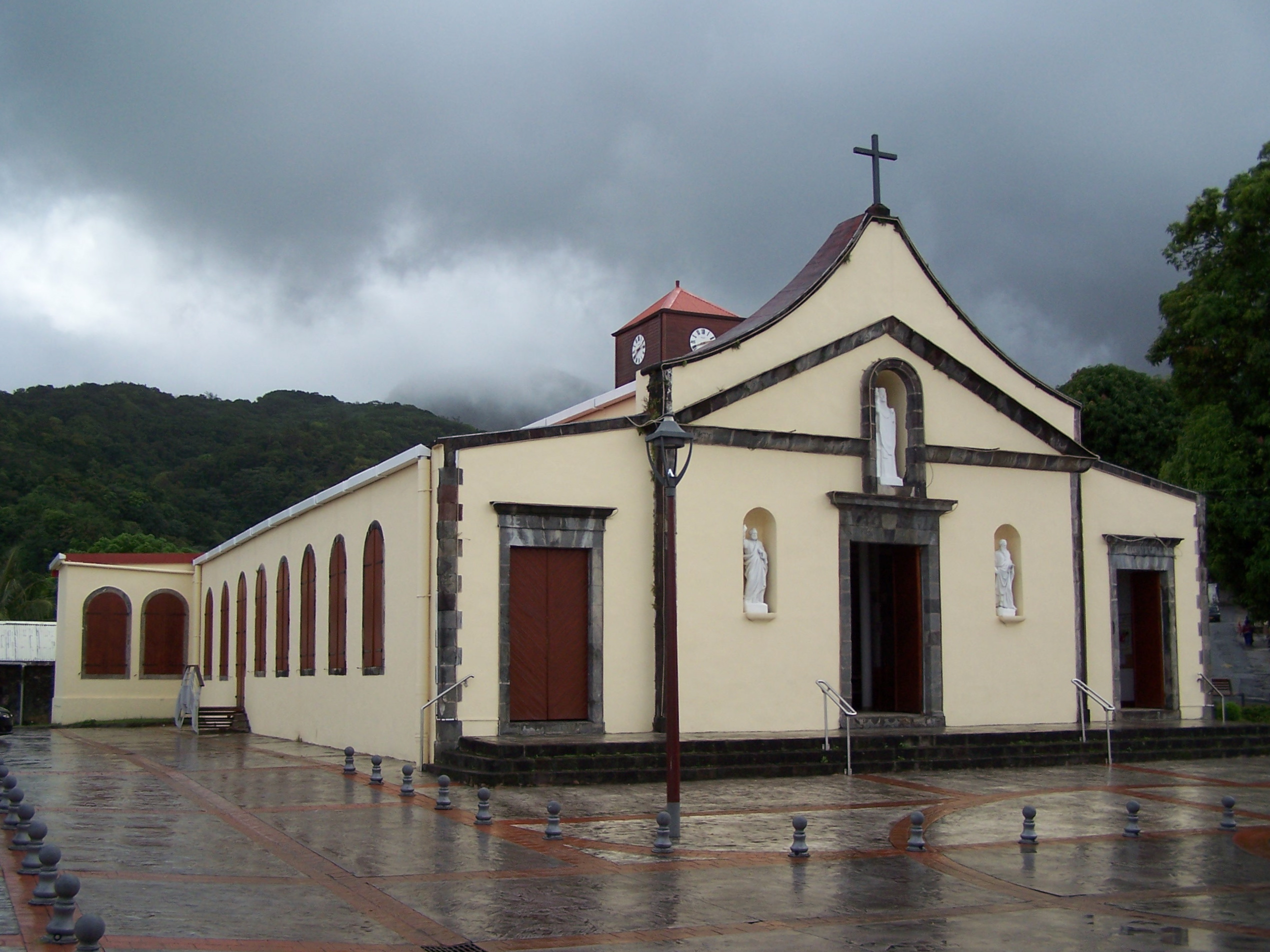
L'église Saint-Augustin de Saint-Claude.
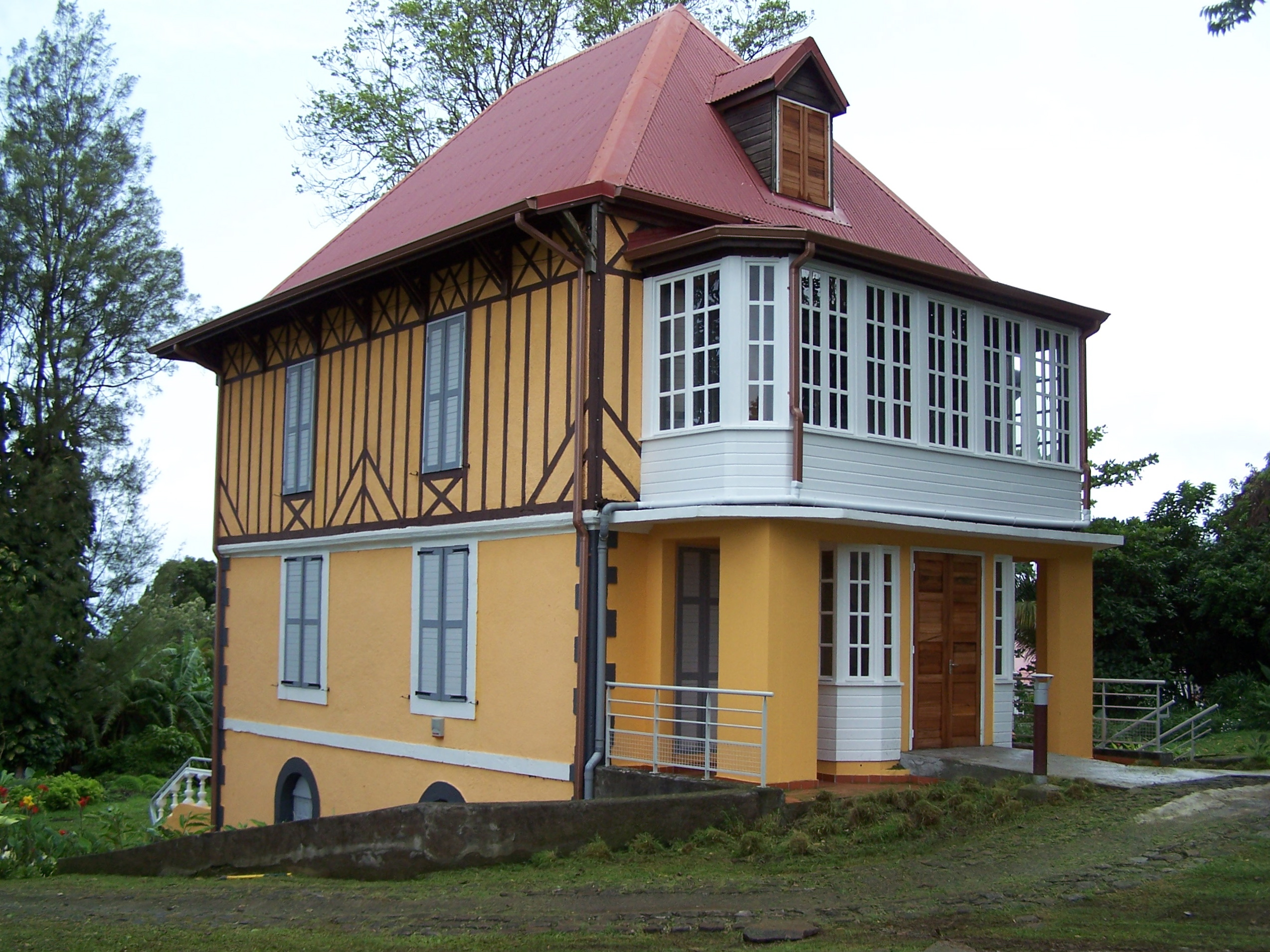
La maison D'Arracq.

### Personnalités liées à la commune
- Claudio Beauvue, footballeur au Celta de Vigo.
- Luc Sonor, footballeur originaire de Saint-Claude[29]
- Méline Nocandy, handballeuse championne olympique en 2021, née à Saint-Claude.
- Daniel Maximin, romancier, poète et essayiste, prix Arc-en-ciel, Grand Prix de l’Académie française Maurice-Genevoix, prix Tropiques, chevalier de la Légion d'honneur et chevalier des Arts et des Lettres. Il a été chargé en 1997, d'organiser la célébration nationale du 150e anniversaire de l'abolition de l'esclavage. Il a aussi été le maître de cérémonie lors de l'hommage aux obsèques nationales d'Aimé Césaire le 20 avril 2008.
- Benjamin Moïse, dit Benzo (1952-), écrivain enseignant, conteur, acteur et musicien né à Saint-Claude.
- Lucette Michaux-Chevry, femme politique, est née à Saint-Claude et a été conseillère municipale de la commune.
- Michel Feuillard (1932-2013), né à Saint-Claude, est géophysicien et ancien directeur de l'Observatoire volcanologique et sismologique de Guadeloupe.

## Pour approfondir